# San Lorenzo in Palatio ad Sancta Sanctorum

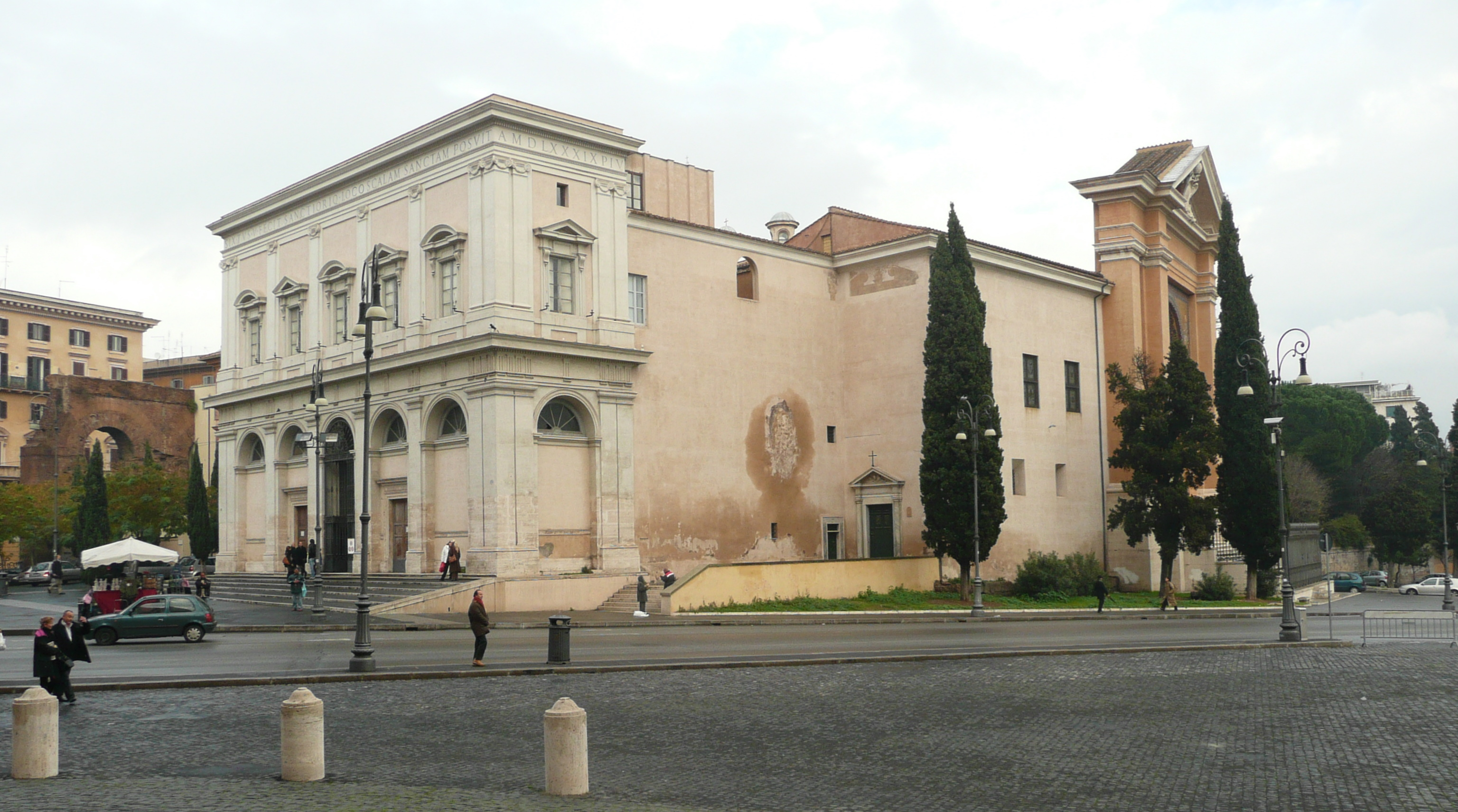
Vista do complexo a partir da Piazza di San Giovanni in Laterano. À esquerda, a lógia que dá acesso à Scala Sancta. No meio, a porta de entrada para a igreja e, à direita, o Triclínio Leonino.

San Lorenzo in Palatio ad Sancta Sanctorum é uma igreja localizada no número 14 da praça são joão de latrão, no rione Monti de Roma e que incorpora um antigo santuário papal conhecido como Sancta Sanctorum. É dedicada a São Lourenço de Roma. 

## Complexo
A igreja de San Lorenzo é parte de um complexo maior, que é uma das propriedades extraterritoriais da Santa Sé, inclui ainda diversas outras unidades menores, com destaque para a Scala Sancta, o Triclínio Leonino, a Cappella del Crocifisso (atrás da igreja), a capela conventual conhecida como Oratorio di San Silvestro in Palatio (à esquerda), o Oratorio del Santissimo Sacramento, cujo nome oficial é Oratorio dell'Arciconfraternità del Santissimo Sacramento al Laterano, que fica no piso térreo, no número 8 da piazza, e o Convento di San Lorenzo in Palatio, dos padres passionistas, onde residem os religiosos que cuidam de todo o complexo, que inclui um jardim com as ruínas do antigo aqueduto romano Água Cláudia.

## História

### Sancta Sanctorum
A capela hoje conhecida como Sancta Sanctorum era a capela papal privada original do Palácio de Latrão medieval e, portanto, a antecessora da moderna Capela Sistina, anexa ao Palácio Apostólico do Vaticano. Nesta época, San Giovanni in Laterano era rodeada por uma enorme quantidade de edifícios auxiliares: para o sul ficava o mosteiro (em latim: monasterium), onde viviam os padres que oficiavam na basílica. Para o norte ficava o enorme patriarchium, onde viviam os papas, incluindo um grande pátio onde hoje está o moderno Palácio de Latrão, uma grande sala de audiências (em latim: aula concilii) do lado oeste e a "lógia das bençãos" no canto noroeste. Para o leste do pátio ficavam os aposentos papais e vários dos escritórios da Cúria Romana. A capela privada do papa, dedicada a São Lourenço de Roma, ficava no primeiro andar na direção do canto nordeste desta seção e era vizinha de um pequeno claustro. É provável que no andar de baixo ficasse o scrinium sanctum, os antigos arquivos papais. A seção norte deste palácio, do qual a capela era parte, seguia para o oeste e se ligava ao canto nordeste do pátio principal. Ali ficava a entrada principal do complexo, de frente para o norte e incluindo uma escadaria de acesso. Esta última foi transformada no santuário que abriga a Scala Sancta.

#### História
Os papas transformaram a região do Latrão em sua própria residência no começo do século IV, logo depois de Constantino, o Grande, determinar a construção da basílica, mas a primeira referência a uma capela privada dedicada a São Lourenço é a entrada no "Liber Pontificalis" do papa Estevão III (r. 768-772). Há registros do papa Gregório IV (r. 827-844) realizando uma reforma nos aposentos papais vizinhos à capela, o local onde ele de fato dormia e se vestia. Na entrada do papa Leão III (r. 795-816) registra que a capela estava se tornando um grande depósito de relíquias, incluindo o grande ícone de Jesus Cristo conhecido como "Santissimo Salvatore acheropita", mencionado pela primeira vez durante o pontificado do papa Estevão II (r. 752-757), mas provavelmente uma obra do século V. "Acheiropoieta" é uma palavra grega que significa "feito sem mãos" ("realizado sem as mãos humanas"), pois conta a lenda que o próprio evangelista Lucas teria começado a pintá-lo e um anjo teria terminado.
A entrada para o papa Sérgio II (r. 844-847) menciona que ele foi o responsável pela instalação da Scala Sancta no palácio, na época conhecida como Scala Pilati. É provável que os vinte e oito degraus tenham sido saqueados e reaproveitados de algum outro edifício antigo para criar uma imponente escadaria de acesso para os apartamentos papais. O nome da capela de São Lourenço se tornou "Sancta Santorum" no início do século XIII justamente por causa da presença das relíquias. O papa Inocêncio III (r. 1198-1216) providenciou relicários para as cabeças de São Pedro e de São Paulo, onde elas ficavam na época (hoje estão na basílica), e também a cobertura de prata para o ícone acheropita. O papa seguinte, Honório III (r. 1216-1227), realizou uma grande reforma da capela. Em 1277, já no pontificado de Nicolau III, houve um grande terremoto em Roma e todo o palácio, incluindo a capela, foi danificado. Por conta disto, todo o complexo foi demolido e completamente reconstruído: a capela atual é desta época e foi consagrada em 1279.
Em 1309 começou o período conhecido como "Papado de Avinhão", quando os papas passaram a viver em Avignon, na França, na época um território papal (Condado Venaissino), que perdurou até 1377. Este período foi um desastre para o papado, para a cidade de Roma e para o antigo palácio. Diversas famílias nobre da cidade passaram a lutar entre si e os cidadãos de Roma eram frequentemente aterrorizados pelas várias facções, o que levou muitos dos cidadãos a deixarem a cidade. O resultado foi que a população de Roma caiu para menos de 15 000 habitantes. Os papas queriam que o palácio fosse preservado neste período e mandavam dinheiro de Avignon para este fim, mas, como seria de se esperar, os recursos eram desviados e o complexo se arruinou. Um sério incêndio já havia danificado o complexo em 1307 e um segundo incêndio, em 1361, destruiu quase tudo, provocando grandes danos também na basílica.
Quando os papas finalmente retornaram para Roma, eles jamais voltaram a viver no Latrão e se acomodaram no Palácio Apostólico, no Vaticano, que foi reconstruído em 1447.

### Reconstrução
Em 1586, o papa Sisto V determinou que o palácio e a capela fossem reconstruídos, uma obra encomendada ao arquiteto Domenico Fontana e realizada impiedosamente. Todo o complexo medieval foi demolido e substituído pelo atual Palácio de Latrão, muito menor, à volta da praça de frente para a basílica. Porém, o papa determinou que alguns elementos arquiteturais fossem preservados, incluindo o atual complexo formado pelo Sancta Sanctorum e o Triclínio Leonino; a Scala Sancta foi salva e reerguida na posição atual.
Fontana demoliu todo o resto, deixando a Sancta Sanctorum como o último andar de um complexo de dois andares. Na frente dela ele construiu cinco escadas paralelas cobertas por uma abóbada de aresta e instalou a Scala Sancta no meio. Flanqueando-a, ele construiu duas capelas: a da direita dedicada a São Lourenço (a presente igreja) e a da esquerda dedicada ao papa Silvestre I (o Oratorio di San Silvestro in Palatio). A estrutura toda recebeu uma nova fachada, a atual, que originalmente tinha cinco portais arqueados, quatro dos quais foram bloqueados no século XIX.
As paredes e as abóbadas no interior foram pintadas em afresco por um time de artistas liderados por Cesare Nebbia e Giovanni Guerra, cujo projeto incluiu a cobertura dos afrescos do século XIII no Sancta Sanctorum. Este time incluía, segundo um texto de Giovanni Baglione (1642), Giovanni Baglione, Paul Bril, Cesare Conti, Vincenzo Conti (irmãos), Baldassare Croce, Ferraù Fenzoni, Paolo Guidotti, Andrea Lilio, Paris Nogari, Prospero Orsi, Giovanni Battista Pozzo, Giovanni Battista Ricci, Ventura Salimbeni, Antonio Scalvati, Giacomo Stella, Cesare Torelli e Antonio Viviani. Como ele não registrou quem fez o quê, as atribuições individuais tem sido feitas com base em análises de estilo.
A obra terminou em 1589 e levou apenas dois anos. A igreja foi rededicada e encarregada a uma colégio de padres conhecido como Collegio Sistino. Nesta época surgiu o costume de que apenas o papa poderia entrar no Sancta Sanctorum. Seja como for, o santuário rapidamente se popularizou entre os peregrinos em Roma depois que São Filipe Néri o incluiu em seu itinerário para a devoção das "Sete igrejas de peregrinação de Roma" como parte da visita à basílica de San Giovanni in Laterano.

### Oratorio del Santissimo Sacramento

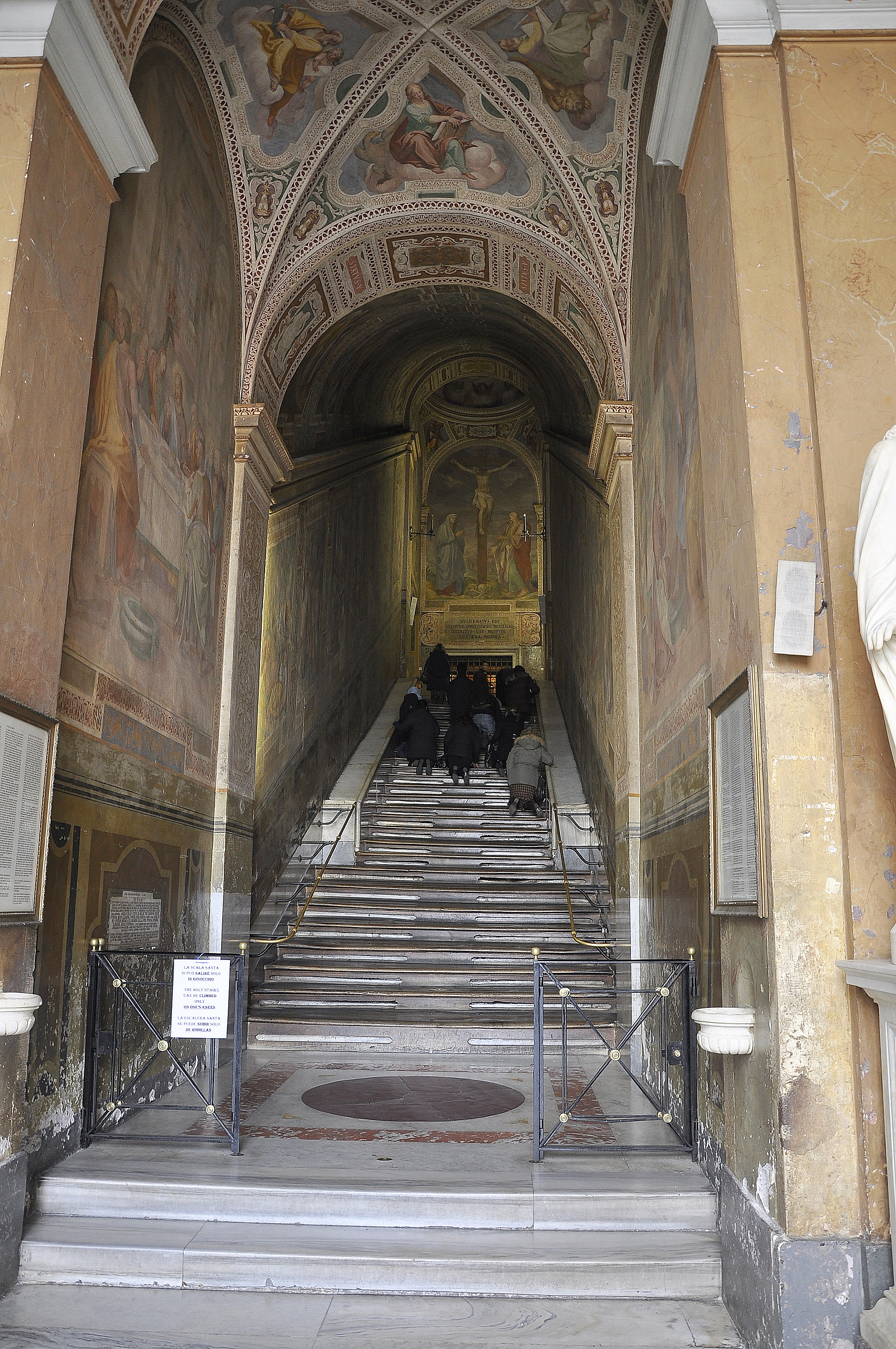
Scala Sancta

O oratório foi construído em 1661 e concedido pelos custodiantes da igreja de San Lorenzo in Palatio, no final do século XVII, à Arciconfraternità del Santissimo Sacramento. O local ainda hoje é a sede da Confraternidade apesar dos incêndios em 1778 e 1857.

### Convento di San Lorenzo in Palatio
Em meados do século XIX, o papa Pio IX determinou uma grande restauração do complexo e a construção de um convento passionista no local para abrigar os religiosos que, desde 1853, cuidam do local. Eles assumiram o Oratorio di San Silvestro  como capela particular. O projeto começou em 1851 sob a liderança de Giovanni Azzurri e terminaram em 1856. Nesta época, os arcos laterais da lógia que dá acesso à Scala Sancta foramm bloqueados para criar um átrio. Com o aumento do número de peregrinos no final do século XIX, os passionistas ampliaram o convento construindo um segundo andar em 1876 e chegaram a aprovar com o papa Pio IX a construção de uma igreja completa, mais adequada às suas necessidades, mas a obra não foi adiante por causa da morte do papa em 1878. Pio IX foi o último papa a celebrar uma missa no Sancta Sanctorum.
Contudo, a campanha por uma igreja foi retomada em 1905, quando o papa Pio X permitiu que fosse realizado um inventário das relíquias abrigadas no Sancta Sanctorum. A maior parte dos itens valiosos foi enviada para os Museus Vaticanos, o que incluía relicários, tecidos variados e pergaminhos. As relíquias propriamente ditas foram adequadamente abrigadas em santuários no próprio local, com exceção das cabeças de São Pedro e de São Paulo, que foram enviadas para a basílica, e a cabeça de Santa Inês, que está atualmente em Sant'Agnese in Agone. Em seguida, os passionistas construíram um corredor ligando o Oratorio di San Silvestro com a igreja por trás do Sancta Sanctorum e contrataram Constantino Sneider — responsável pelas igrejas de Santa Maria del Buon Consiglio a Porta Furba, Santa Maria Immacolata e San Giovanni Berchmans e Ognissanti — para construir uma igreja completamente nova mais para o leste. Contudo, o projeto não passou das fundações e foi abandonado em 1942, quando se decidiu que o Oratorio di San Lorenzo poderia servir como igreja. Os irmãos passionistas tiveram que se contentar com o novo Oratorio del Crocifisso atrás do Sancta Sanctorum, acessível pelo já mencionado corredor.
Finalmente, depois de décadas fechado, o Sancta Sanctorum foi restaurado em 1995, quando os afrescos do século XVII foram sacrificados para permitir que os afrescos mais antigos do século XIII fossem recuperados.

## Descrição

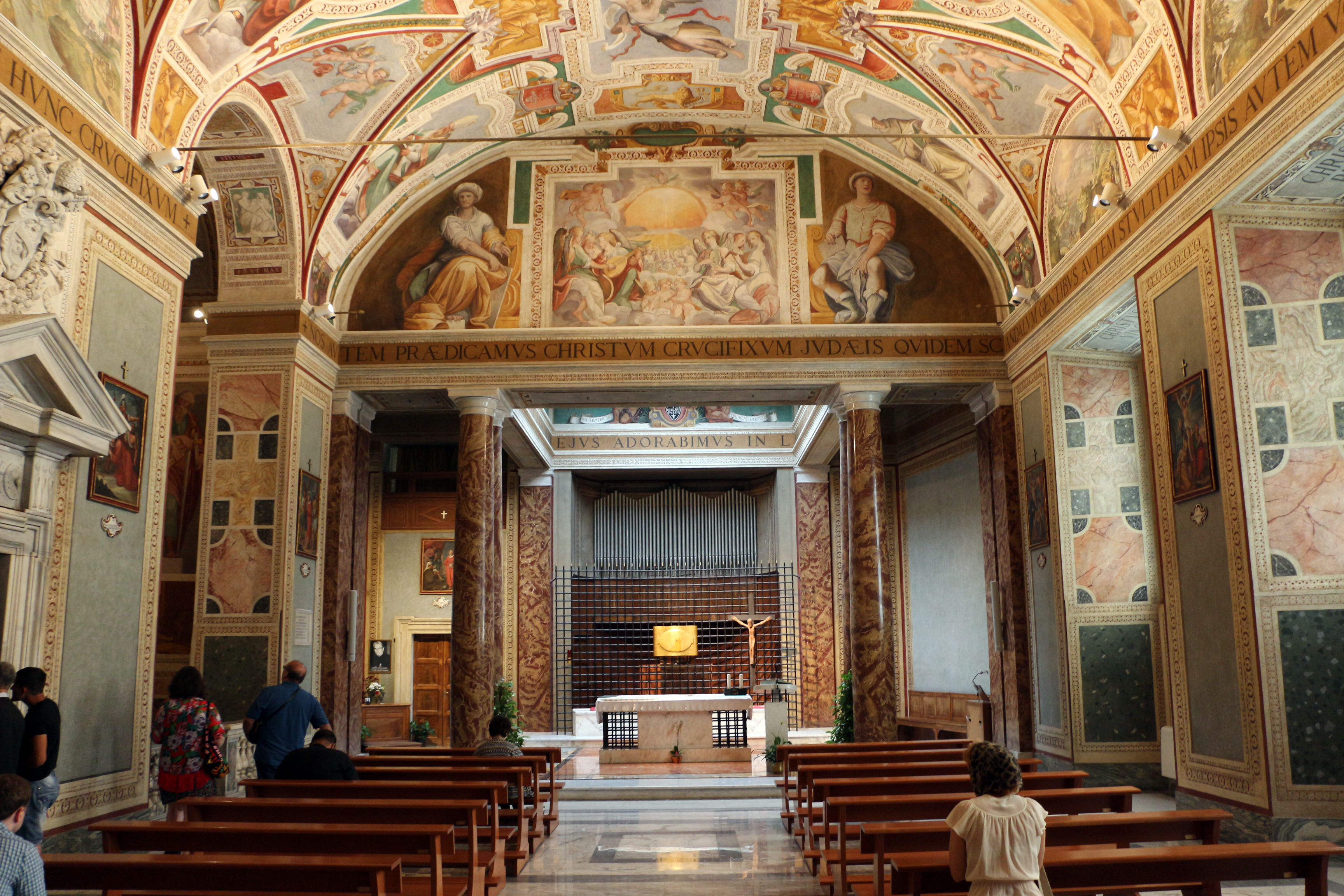
Oratorio di San Silvestro in Palatio

### San Lorenzo in Palatio
A nave é retangular com três capelas de cada lado e há ainda um santuário com a mesma largura da nave, mas com um teto mais baixo; este último foi reformado no final do século XX pelo arquiteto passionista Ottaviano D'Egidio. A ele se chega através de três portais retangulares, o central muito mais largo que os outros dois e separado deles por um par de colunas dóricas. Colunas sustentam um entablamento que corre por toda a volta do interior da igreja, que não conta com mais pilares ou colunas além destas. Um friso dourado abriga uma inscrição da Primeira Epístola aos Coríntios (I Coríntios 1:23–24) em latim: "Nos autem praedicamus Christum crucifixum, Iudeis quidem scandalum gentibus autem stultitiam, ipsis autem vocatis, Iudeis atque Graecis, Christum Dei virtutem et Dei sapientiam. Non enim iudicavi me scire aliquid inter vos nisi I[esum] et hunc crucifixum.".
A antiga abside com o altar está atualmente ocupada pelo órgão e é cercada por uma grade quadriculada, que evoca justamente a grelha do martírio de São Lourenço. Em frente está um sacrário dourado com uma porta oval. Na frente deste, por sua vez, já na nave, está o altar moderno, decorado com mais grades de metal. Na abside antigamente ficava um grande crucifixo, hoje na Cappella del Crocifisso. Este altar-mor é dedicado à Crucificação, motivo pelo qual há uma capela lateral dedicada a São Lourenço.
A passagem com um frontão na capela central do lado esquerdo leva ao Sancta Sanctorum, mas o caminho é fechado. Acima deste frontão está um brasão do papa Sisto V. As poderosas portas de bronze estão decoradas por um par de guirlandas estilizadas que podem ter sua origem no século IV. Se for este o caso, são os restos mais antigos do antigo palácio papal.

### Sancta Sanctorum
Do lado de fora, a parte superior da estrutura de 1277 do Sancta Sanctorum se projeta a partir dos edifícios vizinhos, mas é invisível a partir da rua. Como a capela é quase quadrada, seu telhado tem um formato piramidal. As paredes são de antigos tijolos reaproveitados depois de terem sido cuidadosamente selecionados e alinhavados. Cada uma delas se abre numa janela gótica de abertura única. A cornija do beiral é feita de tijolos com modilhões de mármore e há evidências de que o teto originalmente tenha sido revestido de chumbo.
No interior, esta capela é uma das mais preciosas capelas medievais de Roma e seus afrescos do século XIII, recententemente recuperados, ainda ostentam suas cores vivas originais. A entrada original era através das portas de bronze na igreja de San Lorenzo e à esquerda delas está uma inscrição: "Magister Cosmatus fecit hoc opus", o que indica que a família Cosmati foi encarregada do projeto.
A nave tem uma planta quadrada com lados de sete metros de comprimento e uma abside retangular medindo 2,73 x 5,85 metros. Cada uma das paredes está dividida em três registros pictóricos distintos. Com exceção da parede da abside, o registro mais baixo é formado por lajes de mármore antigo reutilizadas. Acima delas, nas quatro paredes, está o segundo registro: uma arcada com sete arcos canopiais góticos separados por retorcidas em dois estilos. Os arcos contém afrescos de santos, vinte e seis no total. As duas figuras faltantes foram substituídas por gabinetes, visíveis acima da abside. Os cantos da nave contam com colunas douradas que suportam as arestas da abóbada, que começam acima das arcadas. O terceiro registro está limitado pelo arco da abóbada de cada lado, ligeiramente pontudo. Cada parede abriga ainda uma janela gótica de abertura única flanqueada por painéis afrescados. O teto é uma abóbada de aresta comum, com as arestas se encontrando num botão foliado de tamanho reduzido.
O piso é um magnífico exemplo de cosmatesco com detalhes em pórfiro. Nas bordas, perto das paredes, o piso é revestido com mais lajes de mármore antigo reutilizado, marcando o local onde ficavam antigamente os confessionários, hoje removidos.

#### "Santo dos Santos"

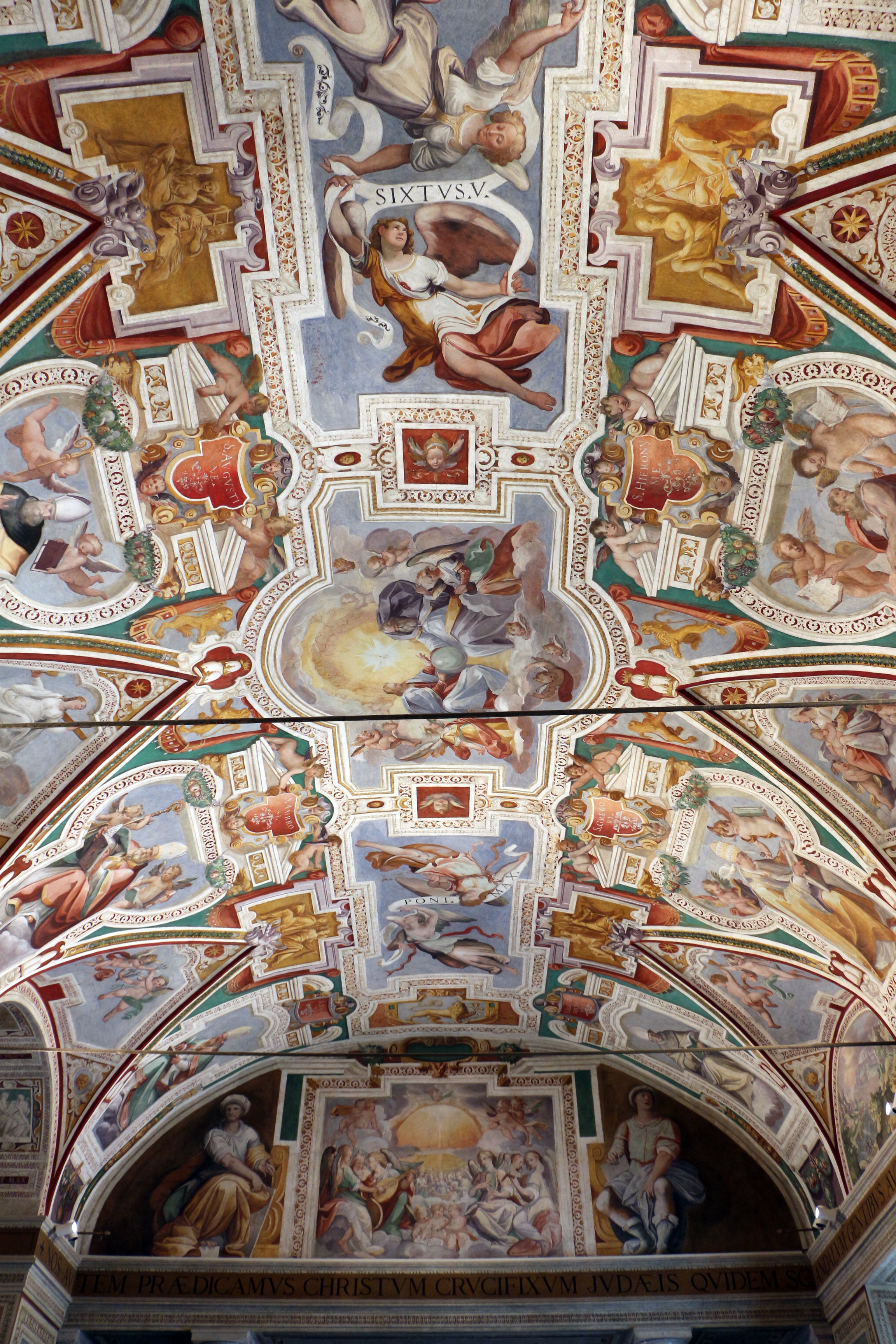
Teto do Oratorio di San Silvestro.

Ao santuário se chega através de três portais retangulares, sendo o central mais largo e separado por um par de colunas de pórfiro com capitéis compósitos dourados. Estes sustentam um entablamento com o trabalho de mosaico cosmatesco em sua arquitrave e uma inscrição dourada em seu friso: "Non est in toto sanctior orbe locus" ("Não existe um lugar mais santo em todo o mundo"). As paredes do santuário são revertidas com lajes de mármore do mesmo tipo que a nave, exceto por duas de pórfiro atrás do altar.
O teto é uma abóbada de berço com lunetas de ângulos suavizados para permitir que ela possa recebesse um mosaico, da mesma data que resto da capela apesar de seu estilo arcaico. No centro está uma imagem do Cristo Pantocrator em um grande tondo sustentado por quatro anjos. As lunetas contém  retratos de santos, com destaque para Santa Inês, São Pedro, São Paulo e São Lourenço sobre o altar. À esquerda, São Nicolau e à direita, Santo Estevão.

### Cappella del Crocifisso
O corredor por trás do fundo do Sancta Sanctorum, cujo acesso se dá através de uma porta no canto esquerdo do fundo da igreja, leva até a Cappella del Crocifisso, do século XX. Ela abriga um crucifixo de madeira do século XIV ou XV restaurado e instalado ali em 1988. Ele está cercado por uma grade com cenas da Paixão e retratos de santos passionistas. Há um altar lateral para a esquerda dedicado a São Paulo da Cruz, o fundador da ordem, com uma versão anônima de sua "Apoteose". Para a direita está um busto de bronze de um padre passionista muito querido chamado Candido Amantini, que viveu ali entre 1961 e 1992.

### Cappella di San Silvestro

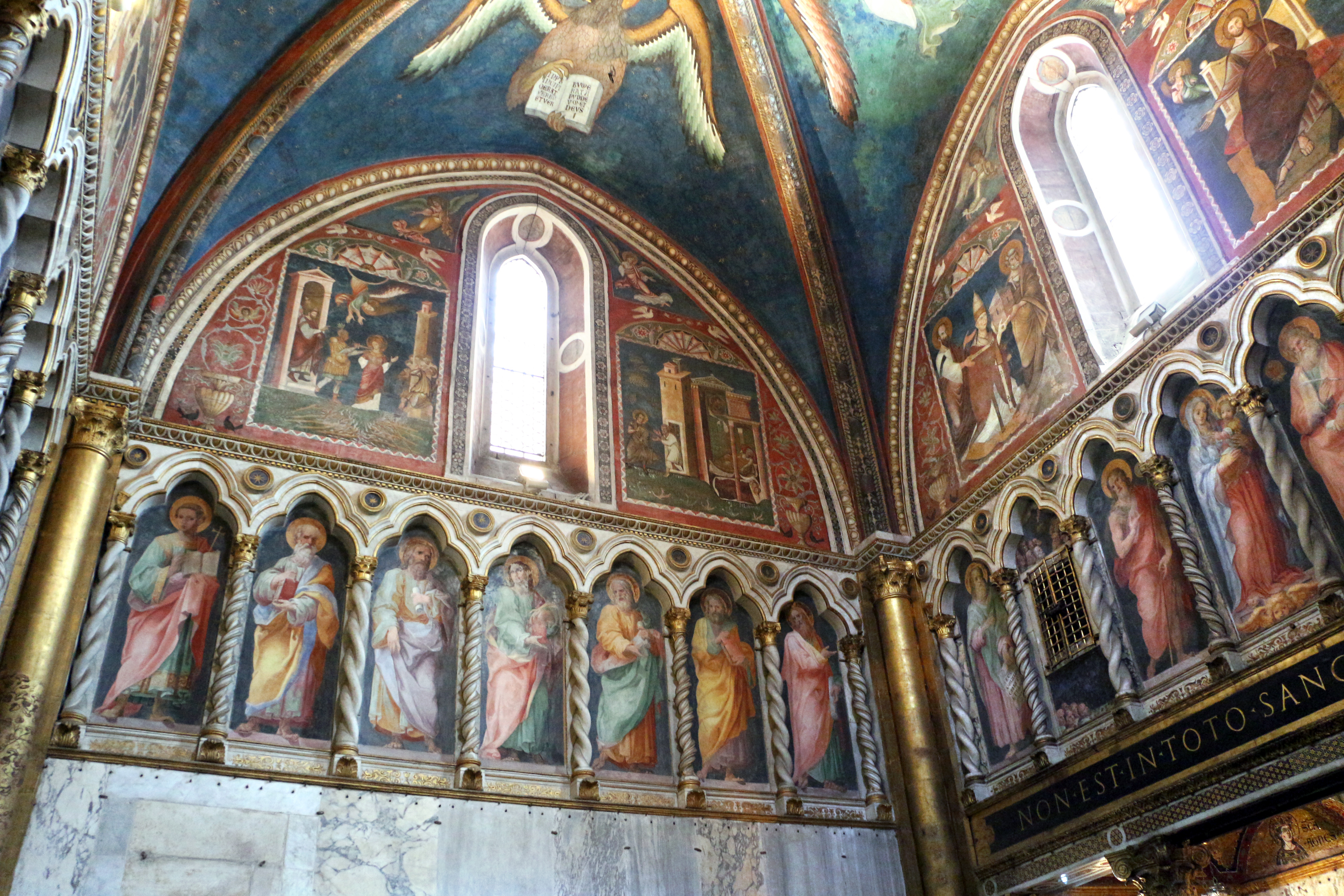
Detalhe dos afrescos no Sancta Sanctorum.

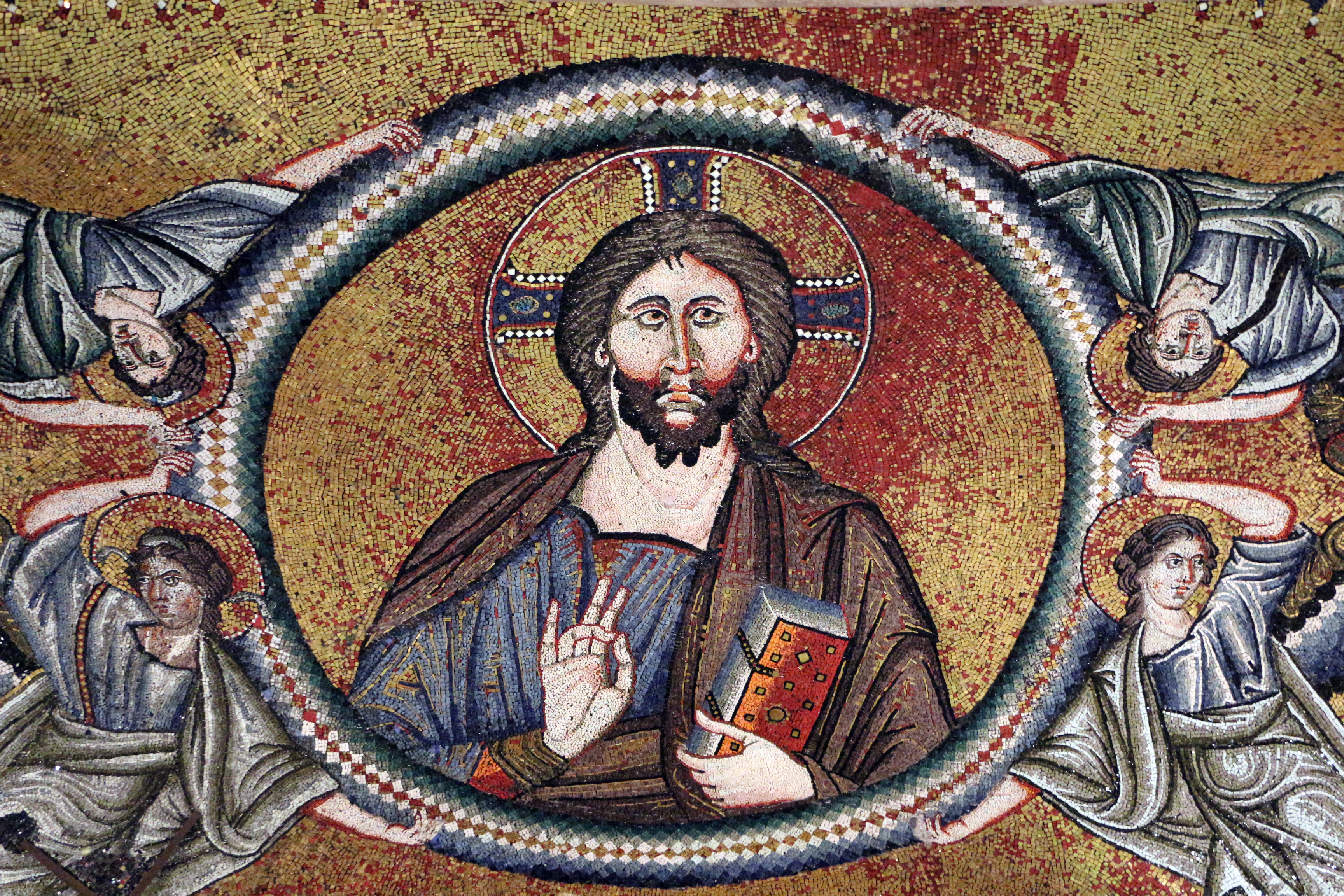
Mosaico do Cristo Pantocrator no Sancta Sanctorum

Esta capela fica à esquerda do Sancta Sanctorum. A abóbada tem um afresco de Giovanni e Cherubino Alberti e representa "O Simbolismo do Pontificado de Sisto V", incluindo um brasão de Sisto V. As lunetas e os painéis laterais representam paisagens de Paul Bril, muito restauradas depois de terem sido quase que totalmente encobertas por sujeira. A peça-de-altar é um afresco de São Silvestre e o próprio altar é um mármore multicolorido de 1727.

### Oratorio del Santissimo Sacramento
Do lado de fora, para a direita da fachada do santuário da Scala Sancta, está um pequeno lance de escadas que levam a um pátio. No final deste está uma porta que serve de entrada ao oratório. Duas antigas colunas dóricas em mármore cipollino sustentam um frontão triangular e no tímpano está um relevo de duas cabeças de putti aladas. No lintel está uma inscrição que declara que o oratório pertence à Confraternidade. Do lado direito está uma fileira com três pequenas janelas retangulares com outra idêntica mais acima. A primeira corresponde ao oratório e a seguinte, à igreja de San Lorenzo in Palatio logo acima.
No interior, o oratório conta com uma nave com três capelas laterais, cada uma com uma abóbada de aresta, e uma abside com o presbitério bem estreita. A decoração é do século XVIII, com as paredes decoradas por um trabalho em mármore multicolorido. Os painéis da abóbada estão decorados com tondos em azul, incluindo um jogo de quatro representando os símbolos alegóricos de Cristo: pelicano, cipreste, carvalho e o cordeiro. Uma das paredes laterais abriga uma "cantoria" (um balcão para músicos) sobre uma enorme cabeça de putto alada. Ali está um grande tondo afrescado com o Santíssimo Sacramento com São João Batista e São João Evangelista. 
O altar-mor tem um ícone da Virgem com o Menino em estilo bizantino apoiada por putti em estuque. Um par de colunas jônicas em mármore amarelo de Siena apoiam um frontão segmentado com pedras de várias cores, incluindo mais amarelo de Siena, verde antico e mármores vermelho e branco. Um altar lateral dedicado à Crucificação apresenta elementos renascentistas reutilizados, incluindo um painel de mármore com uma decoração de grotescos em relevo. O frontão é apoiado por um par de colunas salomônicas bem estreitas, obviamente reaproveitadas de outro local. A peça-de-altar é um pequeno ícone da Crucificação, que parece ser do século XV. O frontão é quebrado no topo e ali está inserido a imagem de um pelicano.
Os aposentos da Confraternidade incluem ainda diversas salas laterais, algumas incluindo estruturas medievais bem antigas. Ali estão fragmentos de afrescos muito antigos, recentemente restaurados, incluindo o que acredita-se ser a mais antiga representação de Santo Agostinho, de cerca do ano 600. Há ali também uma notável representação do martírio de São Sebastião.

## Atribuição
- «Il Santa Sanctorum» (em italiano). Medioevo